# Elecciones regionales de Moquegua de 2014
Las elecciones regionales de Moquegua de 2014 se llevaron a cabo el 5 de octubre de 2014 para elegir al presidente regional, al vicepresidente regional y al Consejo Regional para el periodo 2015-2019. La elección se celebró simultáneamente con elecciones regionales y municipales (provinciales y distritales) en todo el Perú.

## Sistema electoral
El Gobierno Regional de Moquegua es el órgano administrativo y de gobierno del departamento de Moquegua. Está compuesto por el presidente regional, el vicepresidente regional y el Consejo Regional.
La votación se realiza en base al sufragio universal, que comprende a todos los ciudadanos nacionales mayores de dieciocho años, empadronados y residentes en el departamento de Moquegua y en pleno goce de sus derechos políticos.
El presidente y vicepresidente regional son elegidos por sufragio directo. Para que un candidato sea proclamado ganador debe obtener no menos de 30 % de votos válidos. En caso ningún candidato logre ese porcentaje en la primera vuelta electoral, los dos candidatos más votados participan en una segunda vuelta o balotaje.
El Consejo Regional de Moquegua está compuesto por 9 consejeros elegidos por sufragio directo para un período de cuatro (4) años. La votación es por lista cerrada y bloqueada. Cada provincia del departamento de Moquegua constituye una circunscripción electoral. Se asigna a la lista ganadora los escaños según el método d'Hondt. La distribución y el número de consejeros regionales es la siguiente:
| Circunscripción       | Escaños | Mapa |
| --------------------- | ------- | ---- |
| Mariscal Nieto        | 4       |      |
| Ilo                   | 3       |      |
| General Sánchez Cerro | 2       |      |

## Composición del Consejo Regional de Moquegua
La siguiente tabla muestra la composición del Consejo Regional de Moquegua antes de las elecciones.
| Partidos | Partidos                                                     | Consejeros |
| -------- | ------------------------------------------------------------ | ---------- |
|          | Integración Regional por Ti                                  | 4          |
|          | Frente de Integración Regional Moquegua Emprendedora - FIRME | 4          |
|          | Somos Independientes                                         | 1          |

## Partidos y candidatos
A continuación se muestra una lista de los principales partidos y alianzas electorales que participaron en las elecciones:
| Candidatura | Candidatura | Partidos y alianzas                                                          | Candidato | Candidato                   | Ideología                               | Resultado previo | Resultado previo | Ref. |
| Candidatura | Candidatura | Partidos y alianzas                                                          | Candidato | Candidato                   | Ideología                               | Votos (%)        | Con.             | Ref. |
| ----------- | ----------- | ---------------------------------------------------------------------------- | --------- | --------------------------- | --------------------------------------- | ---------------- | ---------------- | ---- |
|             | FIRME       | Lista - Frente de Integración Regional Moquegua Emprendedora - FIRME (FIRME) |           | Zenón Cuevas Pare           | Regionalismo moqueguano                 | 28.02%           | 4                |      |
|             | SI          | Lista - Somos Independientes (SI)                                            |           | María Céspedes de Hernández | Regionalismo moqueguano                 | 20.37%           | 1                |      |
|             | AP          | Lista - Acción Popular (AP)                                                  |           | Miguel Tapia Bustamante     | Partido atrapalotodo                    | 1.14%            | 0                |      |
|             | PHP         | Lista - Partido Humanista Peruano (PHP)                                      |           | Edwin Mendoza Manchego      | Humanismo Socialismo Ecosocialismo      | Nuevo            | Nuevo            |      |
|             | FA          | Lista - Frente Amplio (FA)                                                   |           | Víctor Onofrio Quispe       | Socialismo Ecologismo Descentralización | Nuevo            | Nuevo            |      |
|             | VP          | Lista - Vamos Perú (VP)                                                      |           | Rodolfo Baldi Burga         | Populismo Socialdemocracia              | Nuevo            | Nuevo            |      |
|             | CM          | Lista - Movimiento Político Regional Contigo Moquegua (CM)                   |           | Alejandro Mamani Arana      | Regionalismo moqueguano                 | Nuevo            | Nuevo            |      |
|             | Kausachun   | Lista - Kausachun (Kausachun)                                                |           | Jaime Rodríguez Villanueva  | Regionalismo moqueguano                 | Nuevo            | Nuevo            |      |

## Sondeos de opinión
La siguiente tabla enumera las estimaciones de la intención de voto en orden cronológico inverso, mostrando las más recientes primero y utilizando las fechas en las que se realizó el trabajo de campo de la encuesta. Cuando se desconocen las fechas del trabajo de campo, se proporciona la fecha de publicación.
Leyenda:
     Sondeo realizado en el periodo de prohibición legal de la difusión de sondeos de intención de voto.

### Intención de voto
La siguiente tabla enumera las estimaciones ponderadas (sin incluir votos en blanco y nulos) de la intención de voto.
|                                                                     |                |     |      |      |     |     |     |      |  |  |
| Elecciones regionales de 2014                                       | 5 oct 2014     | —   | 49.1 | 39.1 | 4.7 | 2.3 | 2.3 | 10.0 |  |  |
|                                                                     |                |     |      |      |     |     |     |      |  |  |
| Ipsos Perú/América                                                  | 5 oct 2014     | ?   | 49.3 | 38.8 | 4.8 | –   | –   | 10.5 |  |  |
| Ipsos Perú/América                                                  | 5 oct 2014     | ?   | 44.8 | 42.6 | 4.8 | –   | –   | 2.2  |  |  |
| Datum Internacional/Frecuencia Latina                               | 5 oct 2014     | ?   | 32.5 | 25.7 | –   | –   | –   | 6.8  |  |  |
| Servicios, Investigación, Mercado y Opinión Pública/Radio Americana | 5 oct 2014     | ?   | 52.0 | 39.0 | –   | –   | –   | 13.0 |  |  |
| Servicios, Investigación, Mercado y Opinión Pública                 | 22–26 sep 2014 | 526 | 39.7 | 35.8 | 5.7 | –   | –   | 3.9  |  |  |
| ICAM Consultores                                                    | 22–25 sep 2014 | ?   | 41.0 | 52.4 | 1.5 | 2.5 | 1.4 | 13.4 |  |  |
| ICAM Consultores/Radio Minería                                      | 2–6 sep 2014   | 900 | 39.1 | 54.3 | 3.1 | 0.4 | 1.1 | 15.2 |  |  |
| COTEM                                                               | 9–10 may 2014  | 531 | 29.3 | 27.1 | 0.8 | 2.4 | –   | 2.1  |  |  |

### Preferencias de voto
La siguiente tabla enumera las preferencias de voto en bruto (incluyendo blancos, viciados y sin respuesta) y no ponderadas.
| Encuestadora/Medio                                  | Fecha          | Muestra | Jaime Rodríg. | Zenón Cuevas | Alejandro Mamani | Rodolfo Baldi | Víctor Onofrio | B/V  | NS/NO | Dif. |  |  |  |
| --------------------------------------------------- | -------------- | ------- | ------------- | ------------ | ---------------- | ------------- | -------------- | ---- | ----- | ---- |  |  |  |
| Encuestadora/Medio                                  | Fecha          | Muestra |               |              |                  |               |                |      |       |      |  |  |  |
| Elecciones regionales de 2014                       | 5 oct 2014     | —       | 41.3          | 32.9         | 4.0              | 2.0           | 1.9            | 15.8 | –     | 8.4  |  |  |  |
|                                                     |                |         |               |              |                  |               |                |      |       |      |  |  |  |
| Servicios, Investigación, Mercado y Opinión Pública | 22–26 sep 2014 | 526     | 30.0          | 27.1         | 4.3              | –             | –              | –    | 24.4  | 2.9  |  |  |  |
| ICAM Consultores                                    | 22–25 sep 2014 | ?       | 33.3          | 42.6         | 1.2              | 2.0           | 1.1            | 8.0  | 10.7  | 9.3  |  |  |  |
| ICAM Consultores/Radio Minería                      | 2–6 sep 2014   | 900     | 27.6          | 38.3         | 2.2              | 0.3           | 0.8            | 10.3 | 19.2  | 10.7 |  |  |  |
| COTEM                                               | 9–10 may 2014  | 531     | 13.2          | 12.2         | 0.4              | 1.1           | –              | 19.8 | 35.2  | 1.0  |  |  |  |

## Resultados

### Gobierno Regional de Moquegua
|                      | Jaime Rodríguez Villanueva  | Kausachun (Kausachun)                                                | 46,975  | 49.07 |  |  |  |
|                      | Zenón Cuevas Pare           | Frente de Integración Regional Moquegua Emprendedora - FIRME (FIRME) | 37,441  | 39.11 |  |  |  |
|                      | Alejandro Mamani Arana      | Movimiento Político Regional Contigo Moquegua (CM)                   | 4,519   | 4.72  |  |  |  |
|                      | Rodolfo Baldi Burga         | Vamos Perú (VP)                                                      | 2,242   | 2.34  |  |  |  |
|                      | Víctor Onofrio Quispe       | Frente Amplio (FA)                                                   | 2,210   | 2.31  |  |  |  |
|                      | Miguel Tapia Bustamante     | Acción Popular (AP)                                                  | 915     | 0.96  |  |  |  |
|                      | María Céspedes de Hernández | Somos Independientes (SI)                                            | 871     | 0.91  |  |  |  |
|                      | Edwin Mendoza Manchego      | Partido Humanista Peruano (PHP)                                      | 548     | 0.57  |  |  |  |
|                      |                             |                                                                      |         |       |  |  |  |
| Total                | Total                       | Total                                                                | 95,721  |       |  |  |  |
|                      |                             |                                                                      |         |       |  |  |  |
| Votos válidos        | Votos válidos               | Votos válidos                                                        | 95,721  | 84.14 |  |  |  |
| Votos en blanco      | Votos en blanco             | Votos en blanco                                                      | 12,658  | 11.13 |  |  |  |
| Votos nulos          | Votos nulos                 | Votos nulos                                                          | 5,390   | 4.74  |  |  |  |
| Votos emitidos       | Votos emitidos              | Votos emitidos                                                       | 113,769 | 87.47 |  |  |  |
| Abstenciones         | Abstenciones                | Abstenciones                                                         | 16,298  | 12.53 |  |  |  |
| Votantes registrados | Votantes registrados        | Votantes registrados                                                 | 130,067 |       |  |  |  |
|                      |                             |                                                                      |         |       |  |  |  |
| Fuente:              |                             |                                                                      |         |       |  |  |  |

### Consejo Regional de Moquegua
|                        |                                                                      |              |              |              |         |         |  |  |
| Partidos y coaliciones | Partidos y coaliciones                                               | Voto popular | Voto popular | Voto popular | Escaños | Escaños |  |  |
| Partidos y coaliciones | Partidos y coaliciones                                               | Votos        | %            | ±pp          | Total   | +/−     |  |  |
|                        | Kausachun (Kausachun)                                                | 32,822       | 45.08        | Nuevo        | 5       | +5      |  |  |
|                        | Frente de Integración Regional Moquegua Emprendedora - FIRME (FIRME) | 24,778       | 34.03        | +4.68        | 4       | ±0      |  |  |
|                        | Movimiento Político Regional Contigo Moquegua (CM)                   | 6,464        | 8.88         | Nuevo        | 0       | ±0      |  |  |
|                        | Frente Amplio (FA)                                                   | 3,500        | 4.81         | Nuevo        | 0       | ±0      |  |  |
|                        | Vamos Perú (VP)                                                      | 2,348        | 3.23         | Nuevo        | 0       | ±0      |  |  |
|                        | Somos Independientes (SI)                                            | 1,216        | 1.67         | –13.43       | 0       | –1      |  |  |
|                        | Acción Popular (AP)                                                  | 1,195        | 1.64         | +0.02        | 0       | ±0      |  |  |
|                        | Partido Humanista Peruano (PHP)                                      | 480          | 0.66         | Nuevo        | 0       | ±0      |  |  |
|                        |                                                                      |              |              |              |         |         |  |  |
| Total                  | Total                                                                | 72,803       |              |              | 9       | ±0      |  |  |
|                        |                                                                      |              |              |              |         |         |  |  |
| Votos válidos          | Votos válidos                                                        | 72,803       | 63.99        | –3.10        |         |         |  |  |
| Votos en blanco        | Votos en blanco                                                      | 35,149       | 30.90        | +2.03        |         |         |  |  |
| Votos nulos            | Votos nulos                                                          | 5,817        | 5.11         | +1.07        |         |         |  |  |
| Votos emitidos         | Votos emitidos                                                       | 113,769      | 87.47        | –1.86        |         |         |  |  |
| Abstenciones           | Abstenciones                                                         | 16,298       | 12.53        | +1.86        |         |         |  |  |
| Votantes registrados   | Votantes registrados                                                 | 130,067      |              |              |         |         |  |  |
|                        |                                                                      |              |              |              |         |         |  |  |
| Fuente:                |                                                                      |              |              |              |         |         |  |  |

### Autoridades electas
| Cargo                                                      | Autoridad electa | Autoridad electa           | Partido político | Partido político                                             |
| ---------------------------------------------------------- | ---------------- | -------------------------- | ---------------- | ------------------------------------------------------------ |
| Presidente Regional de Moquegua                            |                  | Jaime Rodríguez Villanueva |                  | Kausachun                                                    |
| Vicepresidente Regional de Moquegua                        |                  | Emilio Euribe Rojas        |                  | Kausachun                                                    |
| Consejero Regional de Moquegua (por General Sánchez Cerro) |                  | Máximo Ramos Apaza         |                  | Kausachun                                                    |
| Consejero Regional de Moquegua (por General Sánchez Cerro) |                  | Urbano Cossi Condori       |                  | Frente de Integración Regional Moquegua Emprendedora - FIRME |
| Consejera Regional de Moquegua (por Ilo)                   |                  | Yesnany Quilco Flores      |                  | Kausachun                                                    |
| Consejera Regional de Moquegua (por Ilo)                   |                  | Moravia Melgar Chávez      |                  | Kausachun                                                    |
| Consejero Regional de Moquegua (por Ilo)                   |                  | Leonel Villanueva Ticona   |                  | Kausachun                                                    |
| Consejero Regional de Moquegua (por Mariscal Nieto)        |                  | Javier Flores Arocutipa    |                  | Frente de Integración Regional Moquegua Emprendedora - FIRME |
| Consejero Regional de Moquegua (por Mariscal Nieto)        |                  | Pedro Valdivia Sánchez     |                  | Frente de Integración Regional Moquegua Emprendedora - FIRME |
| Consejera Regional de Moquegua (por Mariscal Nieto)        |                  | Claudia Puma Calcina       |                  | Frente de Integración Regional Moquegua Emprendedora - FIRME |
| Consejero Regional de Moquegua (por Mariscal Nieto)        |                  | Javier Maura Salazar       |                  | Kausachun                                                    |